# Prionocera serenicola
Prionocera serenicola är en tvåvingeart som beskrevs av Alexander 1945. Prionocera serenicola ingår i släktet Prionocera och familjen storharkrankar. Inga underarter finns listade i Catalogue of Life.